# Олауссон, Фредрик
Карл-Густав Фредрик Олауссон (швед. Karl-Gustav Fredrik Olausson; род. 5 октября 1966, Нюбру) — шведский хоккеист, игравший на позиции защитника; обладатель Кубка Стэнли 2002 года в составе «Детройт Ред Уингз».

## Игровая карьера

### Клубная
Начал карьеру на родине, играя в течение двух сезонов за команду Первой хоккейной лиги «Нюбру». По окончании сезона 1983/84 перешёл в «Ферьестад», в котором отыграл два сезона, став в 1986 году чемпионом Швеции в составе этой команды.
На драфте НХЛ 1985 года был выбран в 4-м раунде под общим 81-м номером клубом «Виннипег Джетс», к которому он присоединился по окончании сезона 1985/86 в Швеции. В составе «Джетс» Олауссон играл более семи сезонов, став в команде одним из ключевых игроков обороны, зарабатывая в некоторые сезоны более 50 очков.
В декабре 1993 года был обменян в «Эдмонтон Ойлерз», где отыграл два с половиной сезона, играя по ходу локаута в сезоне 1994\95 в Австрии за «Эрвальд».
По ходу сезона 1995/96 был обменян в «Майти Дакс оф Анахайм», где отыграл полтора сезона, по ходу которого был обменян в «Питтсбург Пингвинз», где отыграл до лета 1998 года и вернулся в «Майти Дакс», отыграв за эту команду следующие два сезона.
В 2000 году покинул Северную Америку и уехал в Швейцарию, где в течение целого сезона играл за «СК Берн».
Вернувшись в НХЛ, в мае 2001 года подписал контракт с «Детройт Ред Уингз», с которым в 2002 году выиграл Кубок Стэнли и по окончании сезона вернулся в третий раз в «Майти Дакс», где отыграл весь сезон 2002/2003.
По окончании сезона вернулся в Швецию, где в течение трёх сезонов играл за «ХВ71», с которым в 2004 году стал чемпионом Швеции.
По окончании сезона 2005/06 вернулся в «Ферьестад», где отыграв 12 матчей завершил карьеру в возрасте 40 лет.

### Международная
В составе молодёжной сборной играл на МЧМ-1985 и МЧМ-1986, где шведы не завоевали медалей.
В составе сборной Швеции играл на ЧМ-1986 и ЧМ-1989, став в 1986 году на турнире серебряным призёром.
Играл за сборную Швеции на ОИ-2002, где шведы остались без медалей.

## Тренерская карьера
Входил в тренерский штаб «ХВ71» (2009—2015) и «МОДО» (2015—2017), как ассистент главного тренера.

## Статистика

### Международная
| Год                                     | Сборная                                 | Турнир                                  | Место                                   |    | И | Г | П  | О  | Ш |
| --------------------------------------- | --------------------------------------- | --------------------------------------- | --------------------------------------- | -- | - | - | -- | -- | - |
| 1983                                    | Швеция (юн.)                            | ЧЕU18                                   | 4                                       | 5  | 1 | 2 | 3  | 2  |   |
| 1984                                    | Швеция (юн.)                            | ЧЕU18                                   | 3                                       | 5  | 2 | 3 | 5  | 14 |   |
| 1985                                    | Швеция (мол.)                           | МЧМ                                     | 5                                       | 7  | 1 | 1 | 2  | 4  |   |
| 1986                                    | Швеция (мол.)                           | МЧМ                                     | 5                                       | 7  | 4 | 2 | 6  | 11 |   |
| 1986                                    | Швеция                                  | ЧМ                                      | 2                                       | 10 | 1 | 0 | 1  | 4  |   |
| 1989                                    | Швеция                                  | ЧМ                                      | 4                                       | 9  | 3 | 1 | 4  | 6  |   |
| 2002                                    | Швеция                                  | ОИ                                      | 5                                       | 4  | 0 | 0 | 0  | 2  |   |
| Всего на юношеском и молодёжном уровнях | Всего на юношеском и молодёжном уровнях | Всего на юношеском и молодёжном уровнях | Всего на юношеском и молодёжном уровнях | 24 | 8 | 8 | 16 | 31 |   |
| Всего за сборную Швеции                 | Всего за сборную Швеции                 | Всего за сборную Швеции                 | Всего за сборную Швеции                 | 23 | 4 | 1 | 5  | 12 |   |